# Dicranota (Rhaphidolabis) neomexicana
Dicranota (Rhaphidolabis) neomexicana is een tweevleugelige uit de familie Pediciidae. De soort komt voor in het Nearctisch gebied.